# Renée Zellweger
Renée Kathleen Zellweger, ameriška filmska in televizijska igralka ter producentka, * 25. april 1969, Katy, Teksas, Združene države Amerike.
Renée Zellweger je prvič pridobila pozornost javnosti, ko je zaigrala v filmu Jerry Maguire (1996), kasneje pa je prejela še dve nominaciji za oskarja v kategoriji za »najboljšo igralko« za svojo vlogo Bridget Jones v komediji Dnevnik Bridget Jones (2001), ki ji je sledilo tudi nadaljevanje, Bridget Jones: Na robu pameti (2004) ter za vlogo Roxie Hart v muzikalu Chicago (2002). Prejela je tudi oskarja v kategoriji za najboljšo stransko igralko za svoj nastop v filmu Hladni vrh (2003) in oskarja za najboljšo glavno žensko vlogo v filmu Judy (2019).
V svoji karieri je bila Renée Zellweger nagrajena s tremi zlatimi globusi in tremi nagradami Screen Actors Guild Awards, organizacija Hasty Pudding jo je imenovala za »žensko leta« v letu 2009, prepoznali pa so jo tudi za eno izmed najbolje plačanih igralk v Hollywoodu preteklih let.

## Zgodnje življenje
Renée Kathleen Zellweger se je rodila v Katyju, Teksas, Združene države Amerike, ob obrobju Houstona. Njen oče, Emil Erich Zellweger, prihaja iz Au, St. Gallena v Švici ter je mehanični in električni inženir, ki je delal tudi v poslu rafiniranja nafte. Njena mama, Kjellfried Irene (roj. Andreassen) je bila rojena na Norveškem in ima korenine Samov, sicer pa se je na Norveškem preživljala kot medicinska sestra in babica, vendar se je kasneje preselila v Združene države Amerike, da bi postala guvernanta za norveško družino v Teksasu. Renée Zellweger se je opisala kot osebo, ki je bila vzgojena v družini »lenih katoličanov in episkopalcev«. Ima starejšega brata, Andrewa.
V začetku srednje šole je Renée Zellweger trenirala veliko športov, vključno z nogometom, košarko in bejzbolom. Šolala se je na srednji šoli v Katyju, kjer je bila tudi navijačica, gimnastičarka, članica debatnega krožka in članica dramskega kluba. Renée Zellweger je igrala v mnogih šolskih predstavah, leta 1987, tik preden je končala srednjo šolo, pa so jo izvolili za »najlepšo osebo« v razredu. Po srednji šoli je odšla na teksaško univerzo v Austinu, kjer je študirala angleščino.
Renée Zellweger je bila dobra učenka in se je večkrat uvrstila na Deanov seznam. Sprva se je vpisala na učne ure igranja samo zato, ker je potrebovala likovno umetnost za dokončano diplomo, vendar je takrat tudi vzljubila igranje. V tistem času je se je finančno vzdrževala tako, da je občasno delala kot natakarica v Austinu.
Leta 1991 je Renée Zellweger na univerzi doštudirala angleščino. Razmišljala je o tem, da bi se preselila v Hollywood, vendar se je nazadnje odločila, da bo raje ostala v Teksasu, svojem rojstnem kraju, da bo lahko izkusila še več različnih reči. Njeno prvo delo po končani univerzi je bilo delo v reklami za govedino; v istem času je začela hoditi na avdicije za razne vloge v Houstonu.

## Kariera

### Zgodnje delo (1992–2000)
V času, ko je še živela v Teksasu, se je Renée Zellweger pojavila v mnogih filmih. Kot Mary Lou je zaigrala v filmu A Taste for Killing (1992), temu pa je sledila manjša vloga v ABC-jevi televizijski miniseriji Murder in the Heartland (1993). Naslednje leto je nastopila v filmu Kruta resničnost (1994), prvem filmu, ki ga je režiral Ben Stiller, ter v biografskem filmu 8 Seconds, ki ga je režiral John G. Avildsen.
Prva večja vloga Renée Zellweger je prišla leta 1994, ko je poleg Matthewa McConaugheyja zaigrala v grozljivem filmu z naslovom Teksaški pokol z motorko: Nova generacija. Zaigrala je vlogo Jenny, najstnice, ki skupaj s tremi prijatelji predčasno zapusti maturantski ples in konča v prometni nesreči, kar vodi do umorov v njeni družini. Njen naslednji film je bil film z naslovom Love and a .45 (1994), v katerem je zaigrala Starlene Cheatham, žensko, ki skupaj s svojim fantom načrtuje rop. Za nastop je prejela nominacijo za nagrado Independent Spirit Award v kategoriji za »najboljši debitanski nastop«. Nazadnje se je preselila v Los Angeles, kjer je dobila vlogi v filmih Glasbena založba (1995) in The Whole Wide World (1996). Renée Zellweger je v javnosti prvič postala znana s filmom Jerry Maguire (1996), v katerem je zaigrala simpatijo lika Toma Cruisea. Za to vlogo sta se sicer potegovali tudi igralki Mira Sorvino in Marisa Tomei.
Renée Zellweger je požela velik uspeh, ko je zaigrala v filmu Prava stvar (1998) poleg Williama Hurta in Meryl Streep, ter v filmu Neila LaButea, Betty (2000), poleg Morgana Freemana. Zaradi te vloge je postala prva igralka, ki je prejela tri zlate globuse, vendar je bila, ko je njen bodoči soigralec Hugh Grant naznanil njeno ime, v kopalnici. Renée Zellweger je kasneje protestirala: »Na zobeh sem imela šminko!«

### Kritični uspeh (2001–2002)
V letu 2001 je Renée Zellweger prejela vlogo Bridget Jones, ki jo je odigrala poleg Hugha Granta in Colina Firtha, v britanski romantični komediji Dnevnik Bridget Jones, ki je temeljila na romanu Helen Fielding, Dnevnik Bridget Jones, iz leta 1996. Izbira je povzročila veliko razburjenja in kontroverznosti, saj Renée Zellweger ni bila ne Britanka ne pretežka. Med avdicijo so Renée Zellweger povedali, da je presuha, da bi zaigrala debeluškasto Bridget, zato je hitro pridobivati na teži in se učiti britanskega naglasa. Da bi bila njena transformacija v Bridget Jones popolna, se je Renée Zellweger zredila za skoraj deset kilogramov. Za njeno močno nihanje teže so se kasneje začeli zelo zanimati mediji. Njeno upodobitev Bridget Jones je pohvalilo mnogo kritikov. Stephen Holden iz revije The New York Times je, na primer, komentiral: »Gdč. Zellweger je dosegla manjši čudež, s tem ko je naredila Bridget Jones v celoti ljubeznivo in povsem realno.« Skupaj s tem, da je začela obiskovati učne ure za učenje britanskega naglasa, je Renée Zellweger morala za boljšo upodobitev Bridget Jones tri tedne delati pod krinko za »delavno prakso« za britansko podjetje Picador v Victorii, London.
Rezultat njenih precejšnjih prizadevanj za vpliv na lik Helen Fielding je Renée Zellweger vzbudila pozornost Akademije umetnosti in znanosti gibljivih slik, ki ji je nato podelila nominacijo za oskarja za »najboljšo stransko igralko«.
Leta 2002 je Renée Zellweger poleg Michelle Pfeiffer zaigrala v filmu Beli oleander. Zaigrala je igralko v filmu, film Beli oleander pa je prikazal tudi odlomek z njo iz filma Teksaški pokol z motorko: Nova generacija, v katerem se je pogovarjala z glavnim likom, Astrid Magnussen, o njenih načrtih glede kariere. Istega leta se je kot Roxie Hart pojavila v kritično uspešnem glasbenem filmu Chicago, ki ga je režiral Rob Marshall, v njem pa so poleg nje igrali še Catherine Zeta Jones, Richard Gere, Queen Latifah in John C. Reilly. Film je prejel oskarja za najboljšo sliko, pa tudi Renée Zellweger je s strani filmskih kritikov v glavnem prejela pozitivne kritike. Na spletni strani revije San Francisco Chronicle, SFGate, so komentirali: »Gledati Zellwegerjevo je samo veselje, z mnogimi komičnimi točkami in, v njenih nastopih na odru, poveljuje njena prisotnost.« Revija Washington Post je objavila članek, v katerem so napisali, da čeprav Renée Zellweger v resničnem življenju ne zna plesati, »občinstvo tega iz filma ne bo opazilo, saj pleše kot nevihta.«
S filmom si je prislužila drugo nominacijo za oskarja v kategoriji za »najboljšo igralko« ter nagradi Screen Actors Guild Award in zlati globus.

### Sedanja kariera (2003 - danes)
V letu 2004 je Renée Zellweger prejela oskarja, tokrat v kategoriji za »najboljšo stransko igralko«, in sicer za svoj nastop v filmu Anthonyja Minghelle, Hladni vrh, kjer je zaigrala poleg Judea Lawa in Nicole Kidman. Renée Zellweger je od takrat zaigrala tudi v nadaljevanju filma Dnevnik Bridget Jones, filmu Bridget Jones: Na robu pameti (2004), posodila glas liku v filmih DreamWorksa, Kraljestvo morskega psa (2004) in Čebelji film (2007), leta 2005 pa je zaigrala v filmu Rona Howarda, Cinderella Man: legenda o boksarju, v katerem sta poleg nje zaigrala še Russell Crowe in Paul Giamatti. 24. maja leta 2005 je Renée Zellweger dobila svojo zvezdo na Hollywood Walk of Fame. Renée Zellweger je producirala in zaigrala v filmu Gospodična Potter, ki je temeljil na življenjski zgodbi priznane pisateljice Beatrix Potter, v katerem je zaigrala poleg Emily Watson in Ewana McGregorja. Film je izšel decembra leta 2006. V letu 2008 je Renée Zellweger zaigrala v filmu Appaloosa poleg Eda Harrisa in Vigga Mortensena ter v komičnem filmu Umazana igra poleg z oskarjem nagrajenega igralca, Georgea Clooneyja.
Leta 2008 producirala film, v katerem je igral Harry Connick, Jr., o resnični zgodbi dr. Dennyja Slamona. Film, imenovan Živi dokaz se je premierno predvajal v oktobru 2008 na televizijskem kanalu Lifetime Television. Poleg nje sta film producirala tudi Craig Zadan in Neil Meron.
Leta 2009 je poleg Chrisa Notha in Kevina Bacona zaigrala v filmu Richarda Loncrainea My One and Only, ter v filmu Nova v mestu, komediji o uslužbenki iz izvajalskega podjetja iz Miamija, ki je bila poslana v New Ulm, Minnesota, pojavila se je tudi v cameo vlogi v filmu Pošasti proti nezemljanom.
13. avgusta 2009 je v Veliki Britaniji izšel film Christiana Alvarta, naslovljen kot Primer 39, ki ga je Renée Zellweger skupaj z Jodelle Ferland, Ianom McShaneom in Bradleyjem Cooperjem posnela že leta 2006. 1. oktobra 2010 je film izšel tudi v Združenih državah Amerike.
Aprila leta 2010 je izšel film Oliverja Dahana z naslovom My Own Love Song, v katerem ima Renée Zellweger vlogo Summer Wilson. Poleg nje v filmu igrajo tudi Madeline Zima, Nick Nolte in Forest Whitaker.

## Zasebno življenje
Renée Zellweger je bila v resnem razmerju z igralcem in komedijantom Jimom Carreyjem. Razmerje se je končalo decembra 2000. Še pred tem so naokrog krožile govorice o tem, da se je par zaročil, vendar jih Renée Zellweger pogosto je zanikala. Renée Zellweger se je šalila na račun razmerja, ko je v oddaji Saturday Night Live, s tem, da je prebrala odlomek iz svojega »dnevnika«, v katerem je napisala: »Dragi dnevnik, ne morem verjeti, da hodim z Jimom Carreyjem.«
Renée Zellweger je dve leti hodila s pevcem skupine The White Stripes, Jackom Whiteom. Par se je spoznal na snemanju filma Hladni vrh, nato pa sta ob začetku snemanja filma začela hoditi. Razšla sta se dve leti pozneje, saj sta zaradi dela morala več časa preživeti skupaj in sta se zato odtujila. Prijatelji para so povedali, da sta se razšla v prijateljskih odnosih.
9. maja leta 2005 se je Renée Zellweger poročila s pevcem Kennyjem Chesneyjem z obredom na otoku St. John. Spoznala sta se januarja tistega leta na dobrodelnem koncertu za pomoč žrtvam potresa v Indijskem oceanu leta 2004. Renée Zellweger se je zamudila pri izbiri zaročnega prstana, saj je bila poroka načrtovana v zelo kratkem času. 15. septembra 2005, po komaj petih mesecih zakona, sta zakonca oznanila, da nameravata svoj zakon razveljaviti. Renée Zellweger je kot razlog za razvezo navedla »goljufanje«. Po medijskih pregledih njene uporabe besede »goljufanje«, je ona sama dejala, da je kvalificirano uporabila izraz, ki je del »enostavnega legalnega jezika in ne odsev Kennyjevega značaja. Osebno bi bila zelo vesela vaše podpore v navedeni orisani teoriji, ne pa škodljivih, sensationaliznih in neresničnih sklepov. Upam, da bom to tranzicijo izkusila kar najbolj zasebno.« Ločitev je bila uradna decembra leta 2005.
Leta 2005 je Renée Zellweger kupila 6,8 milijonov $ vredno prebivališče v Bel Airu, ter prodala svoje prejšnje prebivališče v Hollywood Hillsu, ki ga je za 1,9 milijonov $ kupila leta 2000.
Zaradi povečane pozornosti paparazzev je kasneje tistega leta kupila hišo v Connecticutu in se preselila tja. Trdila je, da je redko tam, ter da še naprej vzdržuje svoje manjše stanovanje v New Yorku, kjer se občasno »ustavi,« preden se mora preseliti zaradi snemanja novega filma. V januarju 2007 je priznala, da jo je zaradi varnostnih problemov in oboževalcev, ki ji pošto pošiljajo ali puščajo na domu strah biti samo doma; dejala je, da je razmišljala o tem, da bi kupila pištolo zaradi osebne varnosti.
Renée Zellweger je skupaj z Marcom Forsterjem prevzela vlogo v kampanji za preprečevanje virusa HIV na švicarskem oddelku za zdravje.
Od leta 2009 ima Renée Zellweger razmerje z igralcem Bradleyjem Cooperjem.

## Filmografija
| Leto | Film                                      | Vloga             | Opombe |
| ---- | ----------------------------------------- | ----------------- | --- |
| 1992 | A Taste for Killing                       | Mary Lou          | Televizijski film |
| 1993 | Murder in the Heartland                   | Barbara Von Busch | Televizijski film |
| 1993 | My Boyfriend's Back                       |                   | Nedokončano |
| 1993 | Dazed and Confused                        | Nesi White        | Nedokončano |
| 1994 | Kruta resničnost                          | Tami              | |
| 1994 | 8 Seconds                                 | Buckle Bunny      | Cameo |
| 1994 | Shake, Rattle and Rock!                   | Susan Doyle       | |
| 1994 | Love and a .45                            | Starlene Cheatham | Nominirana — Independent Spirit Award za najboljši debitanski nastop |
| 1994 | Rebel Highway                             | Susan             | |
| 1994 | Teksaški pokol z motorko: Nova generacija | Jenny             | |
| 1995 | Glasbena založba                          | Gina              | |
| 1995 | The Low Life                              | Pesnica           | |
| 1996 | The Whole Wide World                      | Novalyne Price    | Nominirana — Independent Spirit Award za najboljšo glavno žensko vlogo |
| 1996 | Jerry Maguire                             | Dorothy Boyd      | Broadcast Film Critics Association Award za prebojnega ustvarjalca National Board of Review Award za prebojni nastop Nominirana — Satellite Award za najboljšo stransko igralko - Film Nominirana — Screen Actors Guild Award za izstopajoči nastop ženske igralke v stranski vlogi - Film |
| 1997 | Deceiver                                  | Elizabeth         | |
| 1998 | A Price Above Rubies                      | Sonia Horowitz    | |
| 1998 | Prava stvar                               | Ellen Gulden      | |
| 1999 | The Bachelor                              | Anne Arden        | |
| 2000 | Betty                                     | Betty Sizemore    | Zlati globus za najboljšo igralko - Filmski muzikal ali komedija Satellite Award za najboljšo igralko - Filmski muzikal ali komedija Nominirana — Dallas-Fort Worth Film Critics Association Award za najboljšo igralko Nominirana— American Comedy Award za najbolj zabavno igralko v filmu Nominirana — London Film Critics Circle Award za najboljšo igralko |
| 2000 | Jaz, Irene in jaz                         | Irene P. Waters   | |
| 2001 | Dnevnik Bridget Jones                     | Bridget Jones     | Nominirana — Academy Award za najboljšo igralko Nominirana — BAFTA Award za najboljšo igralko v glavni vlogi Nominirana — Broadcast Film Critics Association Award za najboljšo igralko Nominirana — Empire Award za najboljšo igralko Nominirana — Zlati globus za najboljšo igralko - Filmski muzikal ali komedija Nominirana — Satellite Award za najboljšo igralko - Filmski muzikal ali komedija Nominirana — Screen Actors Guild Award za izstopajoči nastop ženske igralke v glavni vlogi - Film |
| 2002 | Beli oleander                             | Claire Richards   | Nominirana — Satellite Award za najboljšo stransko igralko - Film |
| 2002 | Chicago                                   | Roxie Hart        | Broadcast Film Critics Association Award za najboljšo igralsko zasedbo Zlati globus za najboljšo igralko - Filmski muzikal ali komedija Satellite Award za najboljšo igralko - Filmski muzikal ali komedija Screen Actors Guild Award za izstopajoči nastop ženske igralke v a v glavni vlogi - Film Screen Actors Guild Award za izstopajoči nastop igralske zasedbe v filmu Nominirana — Academy Award za najboljšo igralko Nominirana — BAFTA Award za najboljšo igralko v glavni vlogi Nominirana — Chicago Film Critics Association Award za najboljšo igralko Nominirana — Phoenix Film Critics Society Award za najboljšo igralko Nominirana — Phoenix Film Critics Society Award za najboljšo igralsko zasedbo |
| 2003 | Dol z ljubeznijo                          | Barbara Novak     | |
| 2003 | Hladni vrh                                | Ruby Thewes       | Academy Award za najboljšo stransko igralko BAFTA Award za najboljšo igralko v stranski vlogi Broadcast Film Critics Association Award za najboljšo stransko igralko Chicago Film Critics Association Award za najboljšo stransko igralko Dallas-Fort Worth Film Critics Association Award za najboljšo stransko igralko Zlati globus za najboljšo stransko igralko - Film San Diego Film Critics Society Award za najboljšo stransko igralko Screen Actors Guild Award za izstopajoči nastop ženske igralke v stranski vlogi - Film Southeastern Film Critics Association Award za najboljšo stransko igralko Nominirana — Online Film Critics Society Award za najboljšo stransko igralko Nominirana — Phoenix Film Critics Society Award za najboljšo stransko igralko Nominirana — Washington D.C. Area Film Critics Association Award za najboljšo stransko igralko |
| 2004 | Kraljestvo morskega psa                   | Angie             | Samo glas |
| 2004 | Bridget Jones: Na robu pameti             | Bridget Jones     | Nominirana — Zlati globus za najboljšo igralko - Filmski muzikal ali komedija |
| 2005 | Cinderella Man: legenda o boksarju        | Mae Braddock      | Nominirana — Empire Award za najboljšo igralko |
| 2006 | Gospodična Potter                         | Beatrix Potter    | Tudi producentka Nominirana — Zlati globus za najboljšo igralko - Filmski muzikal ali komedija Nominirana — Saturn Award za najboljšo igralko |
| 2007 | Čebelji film                              | Vanessa Bloom     | Samo glas |
| 2008 | Umazana igra                              | Lexi Littleton    | |
| 2008 | Appaloosa                                 | Allie French      | |
| 2009 | Nova v mestu                              | Lucy Hill         | |
| 2009 | Pošasti proti nezemljanom                 | Katie             | Samo glas |
| 2009 | My One and Only                           | Anne Deveraux     | |
| 2009 | Primer 39                                 | Emily Jenkins     | Posnet leta 2006, leta 2009 izdan v Veliki Britaniji, leta 2010 izdan v Severni Ameriki |
| 2010 | My Own Love Song                          | Summer Wilson     | |